# 弗吕梅
弗吕梅（法語：Flumet，法語發音：[flymɛ]），法国东部市镇，位于奥弗涅-罗讷-阿尔卑斯大区萨瓦省，隶属于阿尔贝维尔区，其市镇面积为17.15平方公里，2022年1月1日时人口数量为798人，在法国城市中排名第11,839位。
弗吕梅位于萨瓦省东北部，阿龙迪讷河与阿尔利河汇合处，阿尔卑斯山腹地，其东侧与上萨瓦省接壤，是一个区域性的中心市镇，多个方向的公路在此交汇。

## 地名来源
根据当地官方网站的论述，“Flumet”一名出自拉丁语单词“inter flumina”，意为“河流交汇处的半岛”。
弗吕梅所处区域历史上曾通行法兰克-普罗旺斯语。但截至2023年10月，弗吕梅尚无该语种的维基百科对应条目。

## 历史
弗吕梅的早期历史尚不清楚。根据当地官方网站的论述，公元12至13世纪间，当地领主福西尼的艾蒙二世在此兴建了弗吕梅城堡，此后弗吕梅逐渐发展成为阿尔利河谷的中心城镇。1679年，弗吕梅被一场大火烧毁。法国大革命后，弗吕梅成为勃朗峰省的一个市镇，后于1798年划入莱芒省。1815年，勃朗峰省所处的萨瓦地区被萨丁王国占领，后根据1860年《都灵条约》重新划入法国，弗吕梅成为萨瓦省的一个市镇。自20世纪初以来，弗吕梅逐渐发展成为一座以旅游业为主的城市，其附近多处山地被开辟为滑雪场。

## 地理

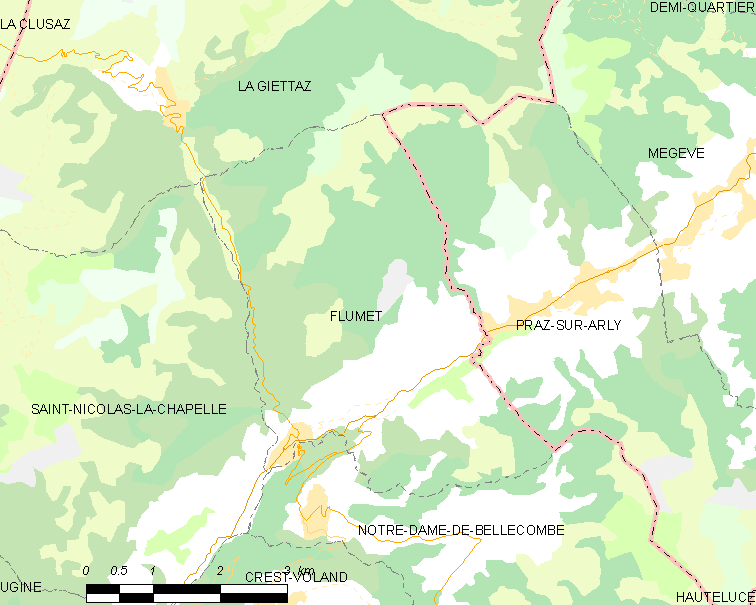
弗吕梅市镇范围地图

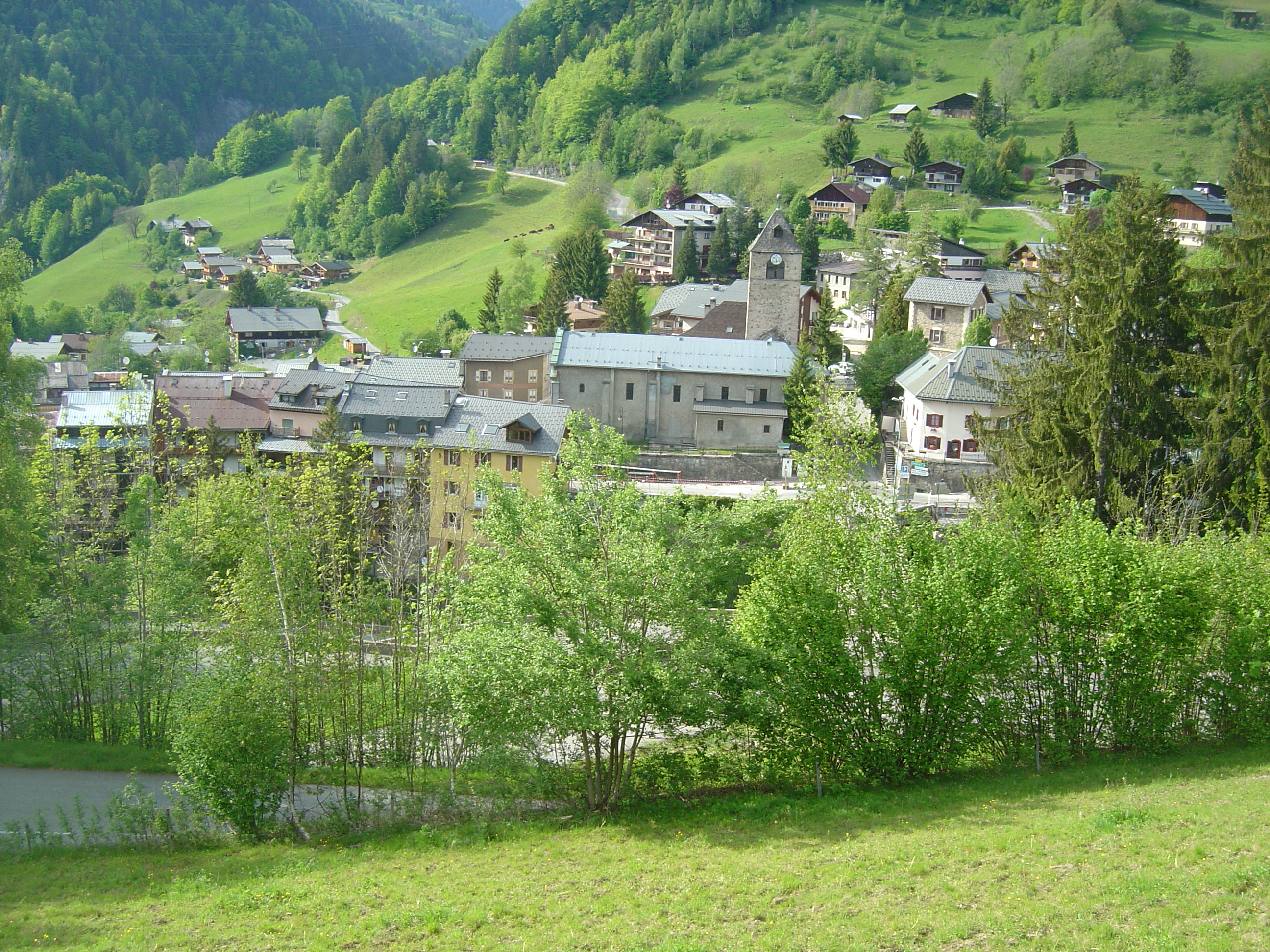
远眺山谷中的弗吕梅

弗吕梅位于法国东部，奥弗涅-罗讷-阿尔卑斯大区东部和萨瓦省东北部，距离省会尚贝里大约75公里。与弗吕梅接壤的市镇包括：拉日耶塔、圣尼古拉拉沙佩勒、阿尔利河畔普拉和贝勒孔布圣母村。

### 地形
弗吕梅位于阿尔卑斯山西侧的阿拉维山地，其西侧和东南侧分别与博日山和博福尔坦山相连。弗吕梅境内地形复杂，中部和北侧多为崇山峻岭，市镇中心则位于一处整体地势自西南向东北抬升的台塬地带，全境海拔在854到1930米之间。

### 水文
弗吕梅位于阿龙迪讷河与阿尔利河汇合处内侧，两河的多条支流（多位山涧）在弗吕梅市镇范围内与之交汇。

### 植被
弗吕梅属于针叶林区，林地广泛分布于山地和河谷地带。
在鲜花城市的评比中，弗吕梅暂未被评级。

### 气候
弗吕梅在柯本气候分类法中属于带有一定温带特征的山地气候。

## 行政区划
弗吕梅的市镇编号为73114，邮政编号为73590。
在行政管理方面，弗吕梅隶属于法国奥弗涅-罗讷-阿尔卑斯大区萨瓦省阿尔贝维尔区；在地方选举方面，弗吕梅隶属于于日讷县，其市镇范围全境被划入萨瓦省第二选区；在社会管理方面，弗吕梅是阿尔利塞尔城市圈公共社区的组成部分。
截至2023年10月，弗吕梅市镇范围内暂无任何城市敏感街区及城市政策优先街区。
法国国家统计与经济研究所（简称）在进行数据统计时，未将弗吕梅划入任何城市核心区（Unité urbaine）及城市区（Aire urbaine）。自2020年起，弗吕梅被划入包含7个市镇的圣热尔韦莱班城市辐射区。此外，还将弗吕梅市镇整体看作一个“块区”（IRIS），以便于统计人口分布情况。

## 交通

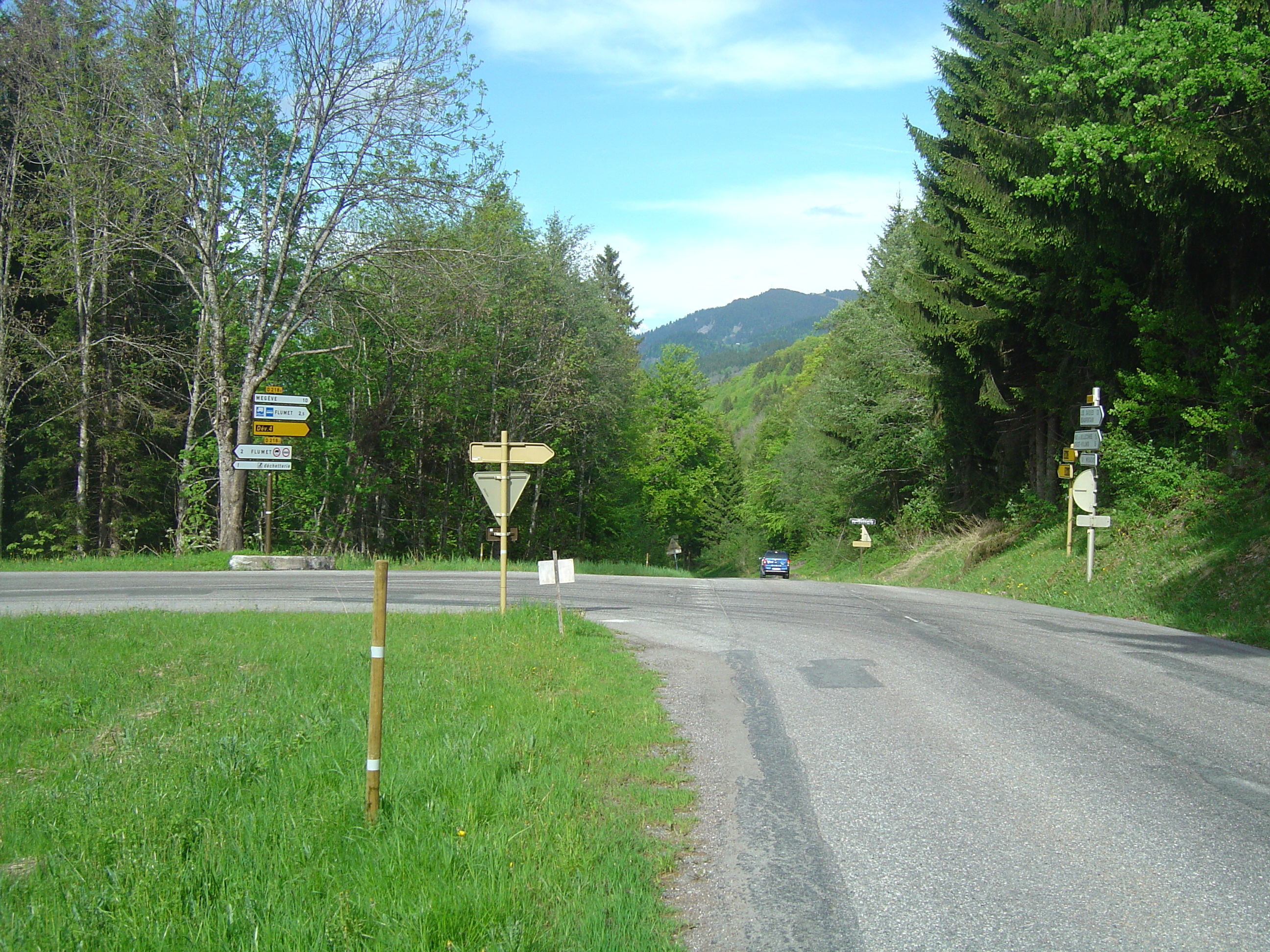
弗吕梅附近的一条公路

### 公路
萨瓦省省道D909线和D1212线在弗吕梅境内交汇。奥弗涅-罗讷-阿尔卑斯城际巴士（商业名称为）下属的Y83线停靠弗吕梅，可直通萨朗什。
2020年，30%的弗吕梅家庭拥有至少一辆私人汽车。2021年，弗吕梅境内共发生各类交通事故4起，造成5人受伤，其中4人重伤。
| 20 | 26 |

| 付费 | 28 |

| 尚贝里 | 75 |

| 蒙梅利扬 | 60 |

| 阿尔贝维尔 | 22 |

| 于日讷 | 14 |

| 阿讷西 | 53 |

| 克吕斯 | 39 |

### 铁路
距离弗吕梅最近的铁路车站为23公里外的位于萨朗什-孔布卢-莫热沃站，该站停靠莱芒特快L3线以及往返于阿讷西和圣热尔韦莱班一线的区域列车。

### 航空
距离弗吕梅最近的民用航空站为88公里外的日内瓦机场。

### 城市公共交通
截至2023年10月，弗吕梅暂无城市公共交通系统。

## 政治

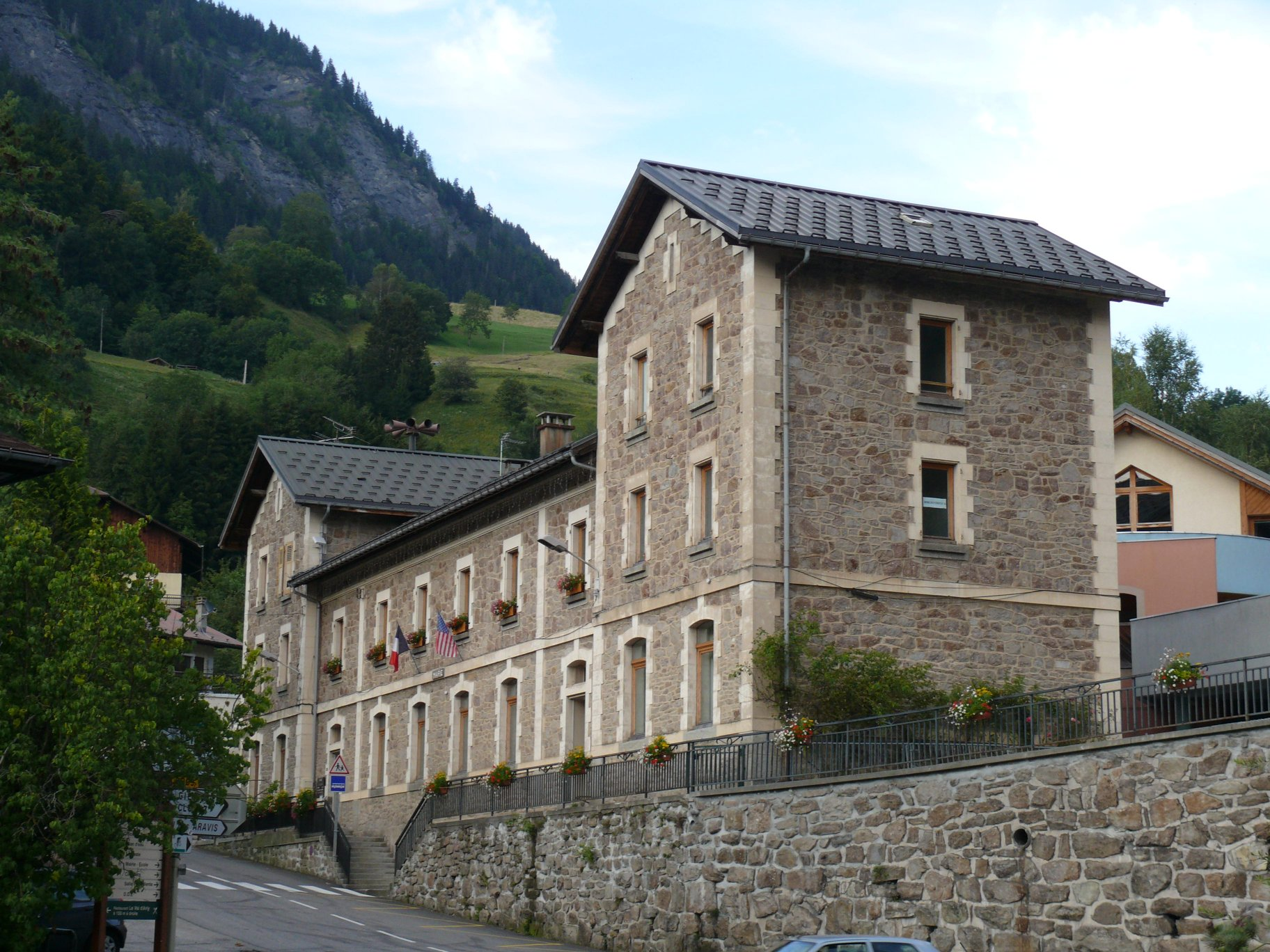
弗吕梅市政厅

弗吕梅的现任市长为玛丽-皮埃尔·乌夫里耶女士（Marie-Pierre OUVRIER），她是一名右翼无党派人士，在2020年的市政选举中获得了100%的支持率（无其他候选人）。
在2022年的法国总统大选的第二轮选举中，法国极右翼政党国民阵线主席玛丽娜·勒庞在弗吕梅获得了53.5%的支持率。

## 人口
2020年，弗吕梅市镇人口数量为796，在法国排名第11,839位。其中男性389人，女性407人，75岁及以上人口占10.5%，外籍人口数量为25人，人口密度为46人/平方公里，当地居民被称为（男性）或（女性）。2021年，弗吕梅境内出生3人，死亡人口20人。
| 弗吕梅1901年－2020年人口变化情况 |
|                                  |
| 数据来源：Cassini、INSEE         |

## 经济
弗吕梅是一个区域性的中心市镇。截至2023年10月，弗吕梅市镇范围内共有各类用人单位（包含自雇）296家，平均历史为20年，均为中小型企业（PME），2023年8月至10月间，当地的经济活力指数为0。（食品销售）是当地2021年营业额最高的企业，为9,166,738欧元。

## 财政与居民收入
2021年，弗吕梅的财政收入总额为1,307,400欧元，财政支出总额为935,020欧元，当年的债务总额为2,076,800欧元。2021年，弗吕梅市镇通过增值税获得100,010欧元的收入，此外当地还共获得了60,040欧元的国家直接财政补助。
2019年，弗吕梅的人均月收入总额为2,135欧元，低于法国平均水平（2,303欧元）。
2020年，弗吕梅境内的青壮年（15至64岁）失业率为2.0%；2022年，当地48.2%的家庭拥有纳税资格，平均纳税2,641欧元，低于法国平均水平（4,393欧元）。

## 社会事务

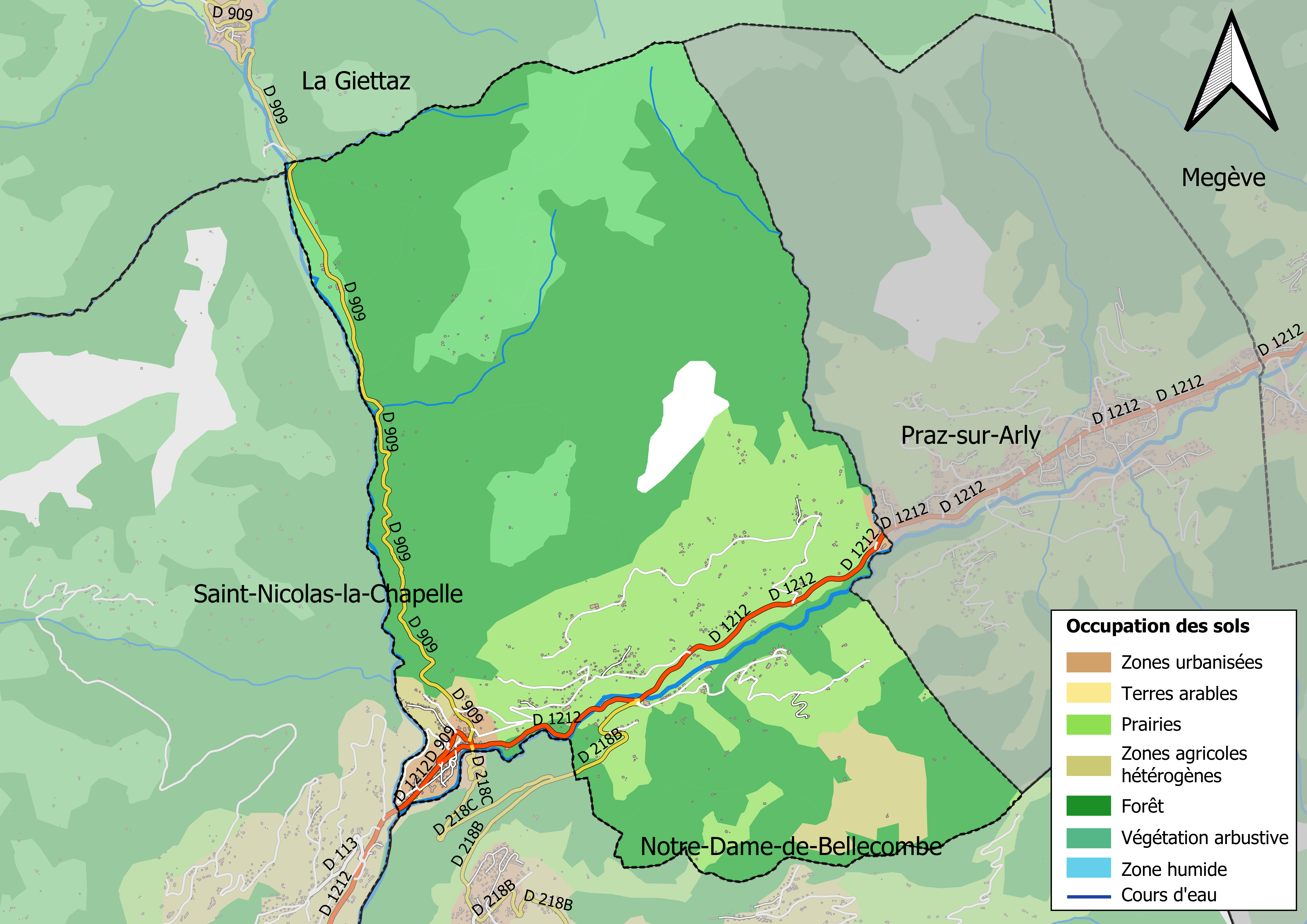
弗吕梅土地利用情况地图

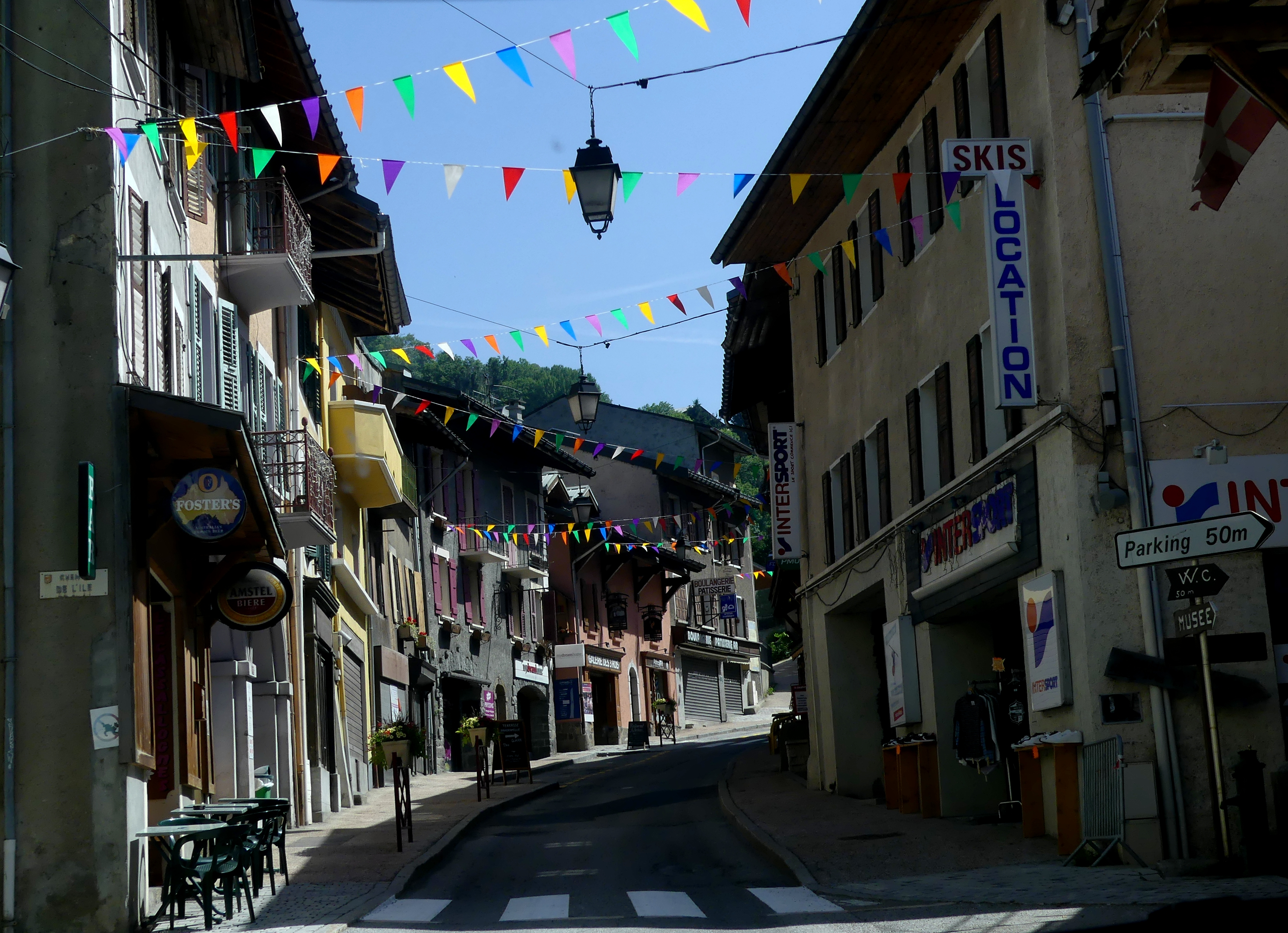
弗吕梅镇中心的勃朗峰街

### 教育
弗吕梅属于格勒诺布尔学区。截至2021年1月1日，弗吕梅境内共有1所小学。

### 医疗
截至2021年1月1日，弗吕梅境内共有全科医生5名、保健师5名、牙医3名、护士4名、药房1家、养老院1家。
距离弗吕梅最近的区域性医疗机构为勃朗峰地区市际中心医院（Centre Hospitalier Intercommunal du Pays du Mont-Blanc），其主病区萨朗什医院（site de Sallanches）位于萨朗什市区，距离弗吕梅市区的正常车程大约31分钟，该院设有床位502个，是当地规模最大的公立综合性医院。

### 住房
2020年，弗吕梅境内共有各类住房1,111套，其中32.8%为独立式居民区，67.0%为集中式居民区。常住房屋占弗吕梅市镇范围内居民建筑总量的32.3%。
在住房保障政策方面，2022年，弗吕梅境内共有28户家庭获得了住房经济补助，受益人数占总人口数量的5.7%，其中nc份为房租补助。

### 商业
2021年，弗吕梅境内共有各类实体商铺48家，其中餐厅9家、杂货店1家、面包房1家、肉铺1家、银行门店1家、美容美发店1家、汽车维修店2家。弗吕梅镇中心建有小卡西诺、Intersport等商场。

### 体育
2021年，弗吕梅境内共有1处网球场以及1处篮球或排球场。
截至2023年10月，弗吕梅境内暂无任何注册足球俱乐部。

### 环境
弗吕梅的环境事务由其所属的阿尔利塞尔城市圈公共社区联合各级政府协调负责。2021年，弗吕梅境内暂无污染企业。

### 治安
弗吕梅及其附近的共68个市镇是阿尔贝维尔国家宪兵队（zone gendarmerie d'Albertville）的管辖范围。2020年，该宪兵队累计记录各类案件4,446起，其中盗窃类案件2,499起，经济类案件640起，毒品交易类案件275起。

## 文化

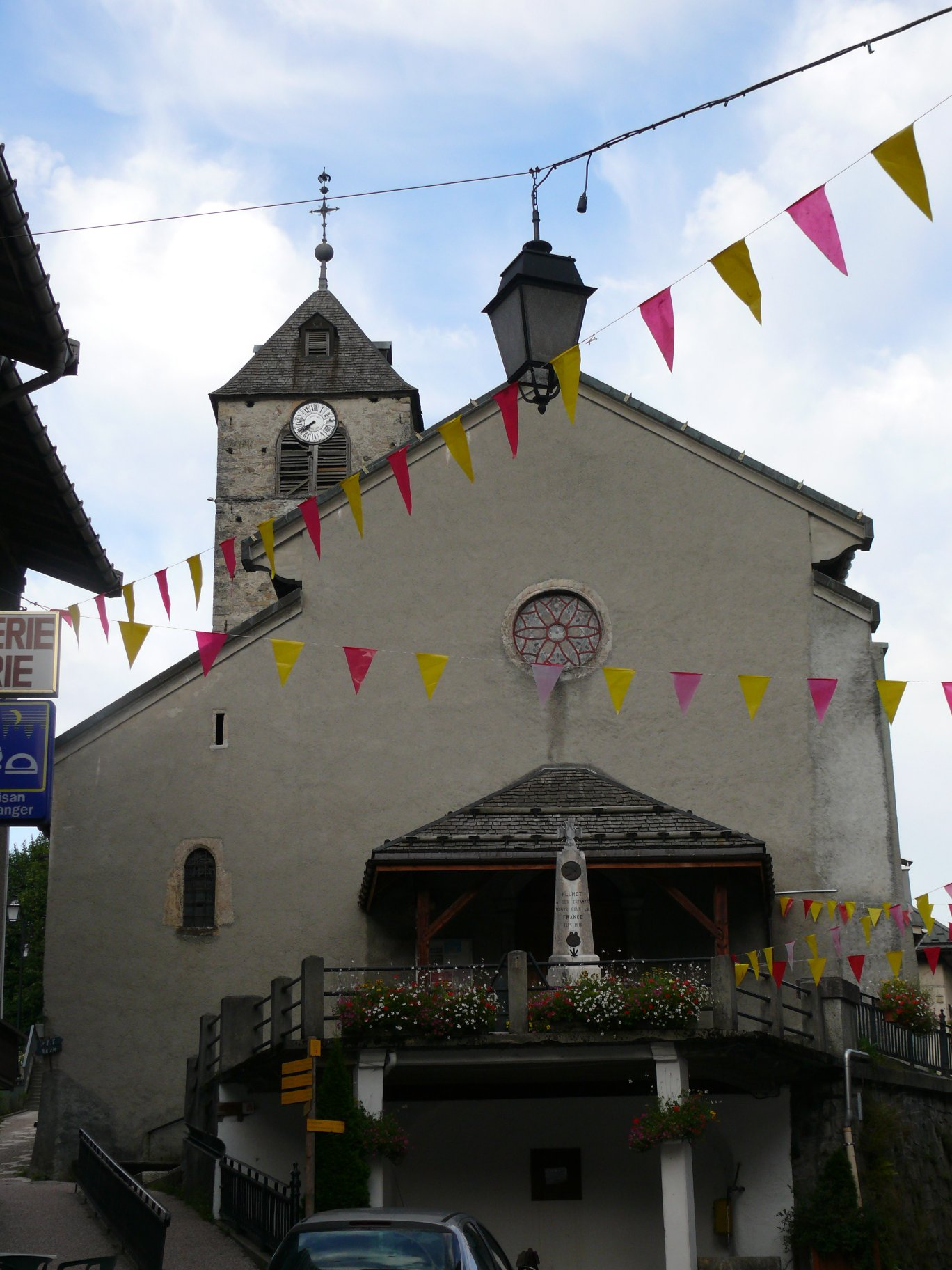
圣泰奥迪勒教堂

2021年，弗吕梅境内暂无任何文化设施。弗吕梅境内建有市政图书馆（Bibliothèque municipale），每周一、三、五向公众开放。

### 建筑
弗吕梅境内有多处历史建筑，其中镇中心的圣泰奥迪勒教堂（Église Saint-Théodule de Flumet）是当地的地标性建筑物。

### 旅游
弗吕梅的旅游事务由其所属的阿尔利塞尔城市圈公共社区负责。2023年，弗吕梅境内暂无任何游客接待设施。

### 媒体
法国主要的媒体均可在弗吕梅接收，法国电视三台下属的奥弗涅-罗讷-阿尔卑斯大区频道在部分时段播出弗吕梅所在萨瓦省的地方新闻。蓝色法兰西萨瓦广播、Alto广播、勃朗峰8号电视台、《自由多菲内报》等是当地主要的地方性媒体。

## 友好城市
截至2023年10月，弗吕梅暂未建立任何友好城市关系。